# Treseburg

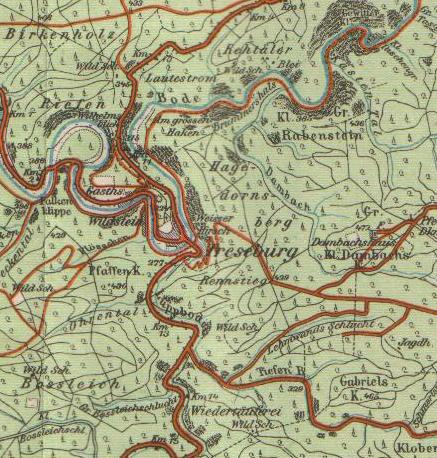
Karte von Treseburg (1912)

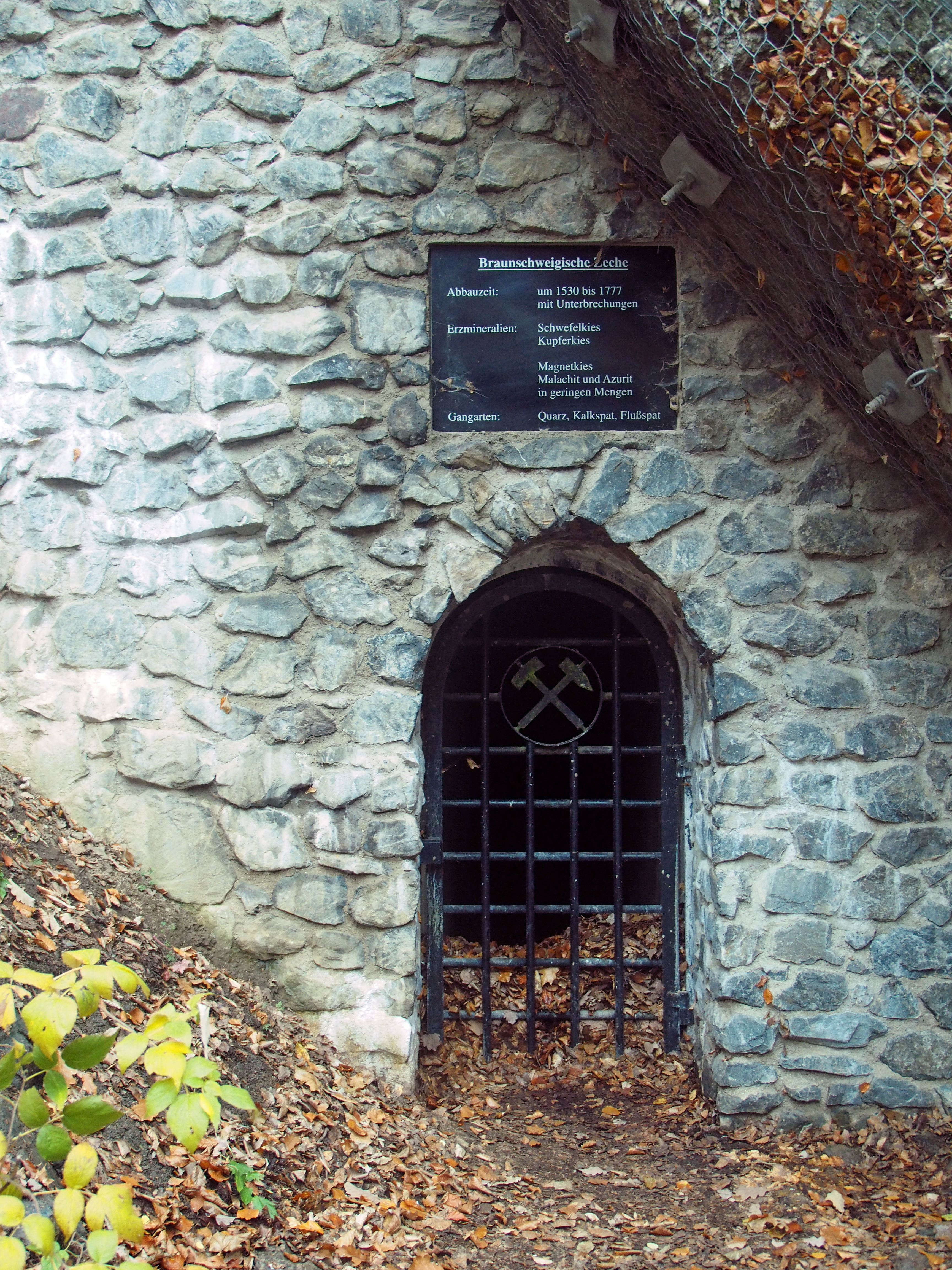
Ehemaliger Stolleneingang der „Braunschweiger Zeche“

Treseburg ist ein Ortsteil von Thale im Landkreis Harz in Sachsen-Anhalt, Deutschland. Er wurde 2002 als Luftkurort staatlich anerkannt.

## Geographie
Treseburg liegt am Zusammenfluss der Luppbode mit der Bode südwestlich von Thale, im Durchschnitt 270 m ü. NN hoch im Bodetal.
Unterhalb von Treseburg (flussabwärts) liegt das Naturschutzgebiet Bodetal, durch das ein etwa zehn Kilometer langer Wanderweg nach Thale bzw. zur Roßtrappe führt. Ein weiterer Wanderweg geht von dort aus über die Höhen und die Klippe Weißer Hirsch zum Hexentanzplatz. Ferner beginnt bzw. endet hier der Bode-Selke-Stieg, der unweit des Ortes an der Grube Frieda vorbeiführt. Nördlich des Orts, an der Straße Richtung Wienrode, befindet sich der Wilhelmsblicktunnel.

## Geschichte
Vermutlich um das Jahr 1400 oder früher begann in Treseburg die Erzgewinnung. Mitte des 15. Jahrhunderts existierte bereits eine Hütte mit Hüttengraben. Nach längerer Unterbrechung des Betriebes wurde die Erzgewinnung 1714 wieder aufgenommen und lief mit weiteren zwischenzeitlichen Unterbrechungen bis 1777. Die Zeche erhielt den Namen „Braunschweiger Zeche bei der Treseburg“. Das Bergwerk hatte am Schluss eine Ausdehnung von 280 m in der Länge und 700 m in der Tiefe. Es wurden Schwefelkies und Kupferkies und in geringen Mengen Malachit, Azurit und Magnetkies gefördert. Es existiert noch heute ein Stollen. Der Teilabschnitt unter der Bode steht allerdings unter Wasser.
Der Ort hat seine Entstehung dem vom 15. bis 19. Jahrhundert betriebenen Eisen- und Kupferbergbau zu verdanken. Bis 1784 wurden hier auch Holzflöße zusammengestellt, die zur Thaler Hütte bodeabwärts transportiert wurden. 1877 wurde das mit einer Kapelle versehene  Schulhaus Treseburg errichtet.
Am 19. April 1945 wurden neun Jungen im Alter von 15 bis 17 Jahren aus einem Wehrertüchtigungslager von US-amerikanischen Soldaten in einem Waldstück bei Treseburg durch Genickschüsse hingerichtet. Zusammen mit fünf Wehrmachtssoldaten wurden sie in einem Gemeinschaftsgrab auf dem Friedhof von Treseburg durch Einwohner als „Unbekannte Soldaten“ beigesetzt. Bei einer Umbettung 1951 konnte bei den Jugendlichen „einwandfrei als Todesursache Genickschuß festgestellt werden“, beglaubigt vom Bürgermeister. Nur einem der zehn Jungen war die Flucht gelungen.
Am 1. Juli 2009 wurde die bis dahin selbstständige Gemeinde Treseburg in die Stadt Thale eingemeindet.

## Politik

### Ortsbürgermeister
Ortsbürgermeister von Treseburg ist Mike Neubarth.

### Wappen
Blasonierung: „In Silber ein roter gezinnter Turm mit silbernen Durchbrüchen über eine rote gezinnte Brücke, begleitet von je einer grünen Fichte, unten eine schwarze Forelle.“
Das Wappen wurde 1995 vom Magdeburger Kommunalheraldiker Jörg Mantzsch gestaltet. Die Genehmigung durch das Regierungspräsidium Magdeburg erfolgte am 1. April 1997.

### Flagge
Die Flagge ist rot-weiß-längsgestreift und mittig mit dem Wappen belegt.

## Wirtschaft
Treseburg ist ein Ferienort mit Cafés, Restaurants, Pensionen und Hotels, wie dem Hotel Bodeblick und dem Hotel Forelle. Im Ort befindet sich ein privat geführtes Uhrenmuseum. Es führt über 500 Ausstellungsstücke zur Geschichte der Zeitmessung und der Fotografie. Treseburg ist der Anfangs- und Zielpunkt von Bodetalwanderungen. Außerdem führen die Hauptwanderwege Harzer Hexenstieg und der HET-Weg (Fernwanderweg Harz – Eichsfeld – Thüringer Wald) des Harzklubs, sowie das Grüne Band Deutschland durch den Ort.

## Gedenkstätte
- Auf dem Friedhof von Treseburg befindet sich ein Gemeinschaftsgrab mit neun von amerikanischen Soldaten am 19. April 1945 erschossenen Jugendlichen. Ein Gedenkstein trägt seit Juni 2012 ihre Namen (bis dahin: „Unbekannte Soldaten“).

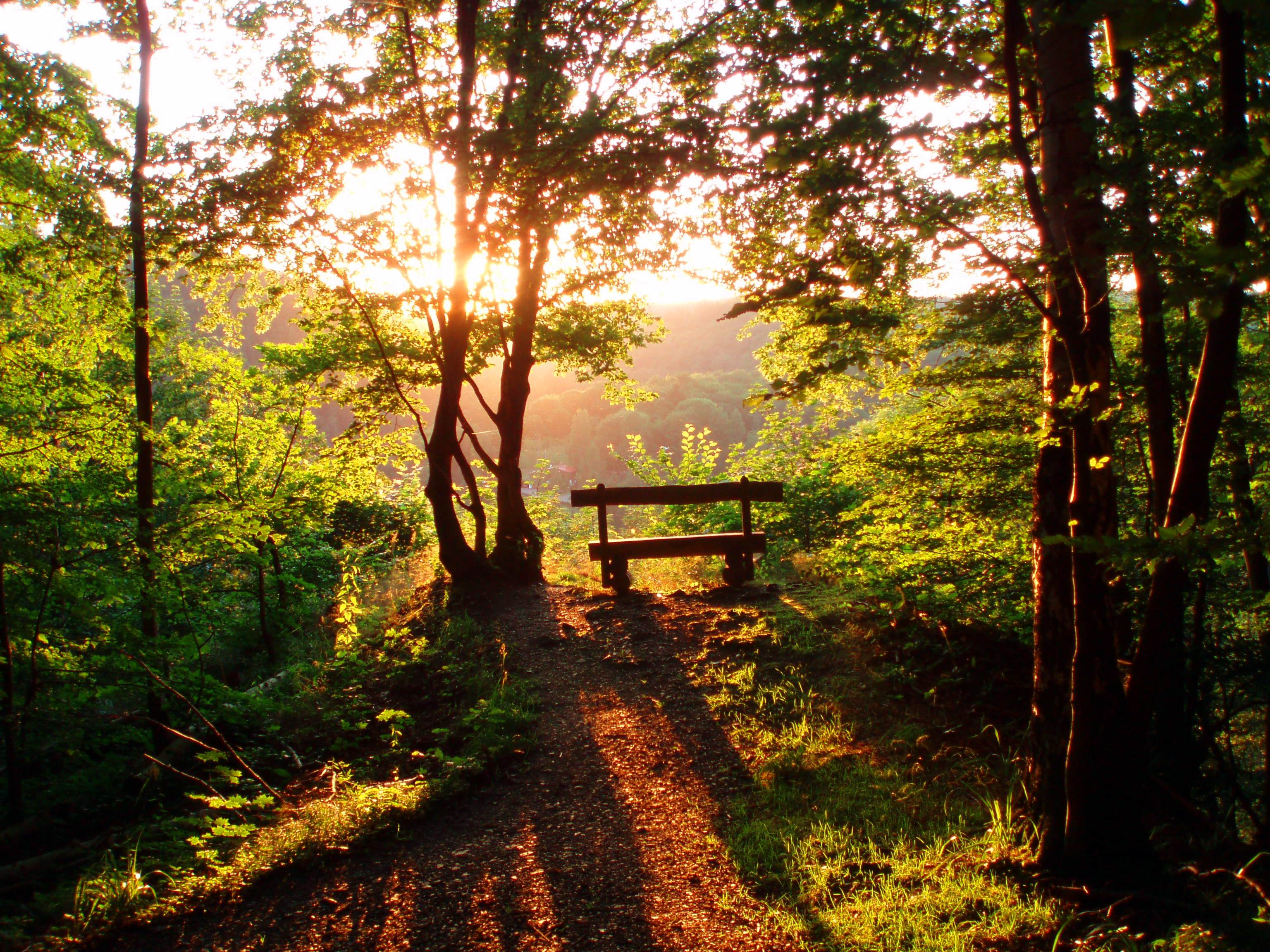
Abendstimmung am Weg zum Weißen Hirsch
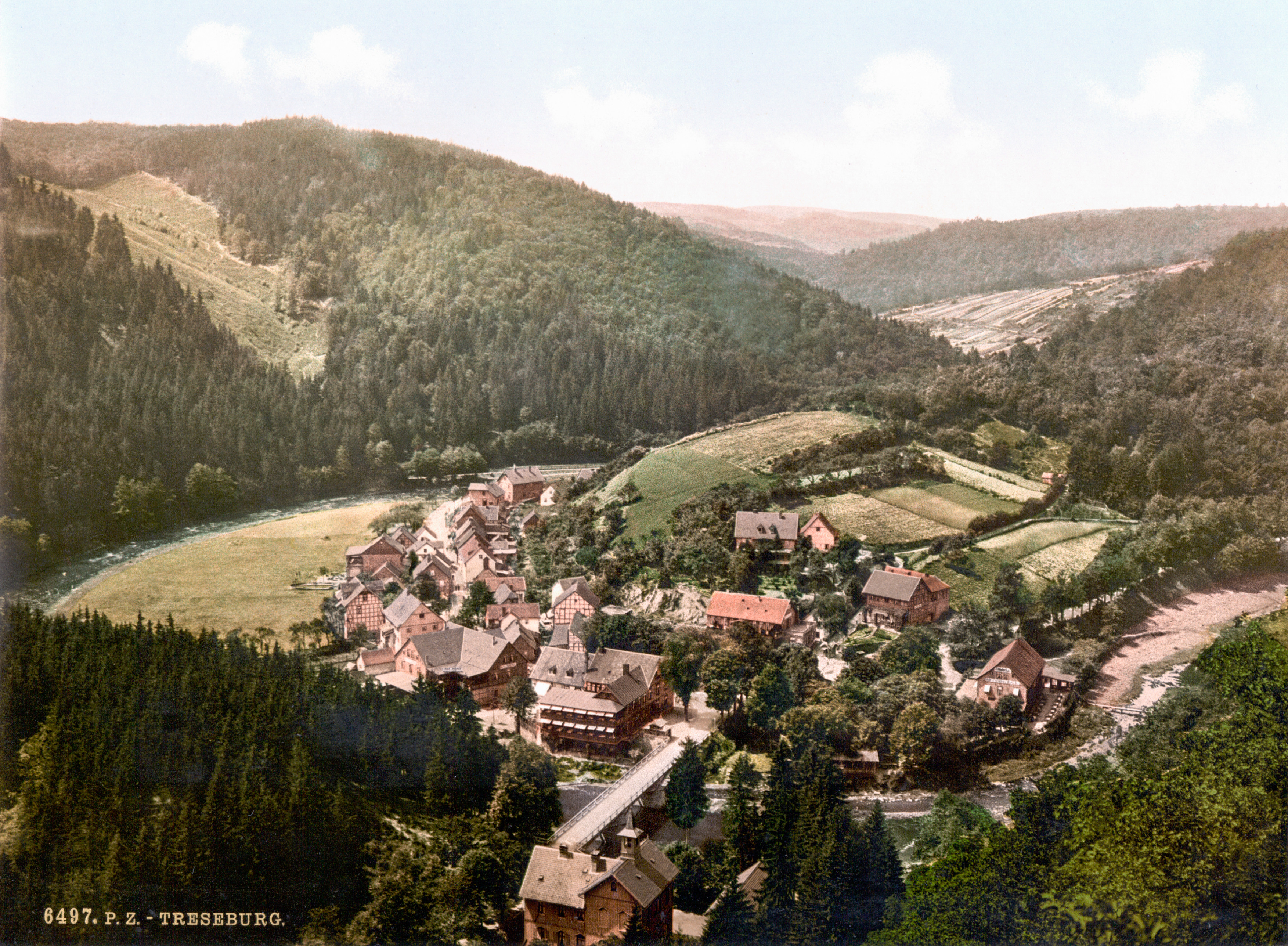
Treseburg um 1900
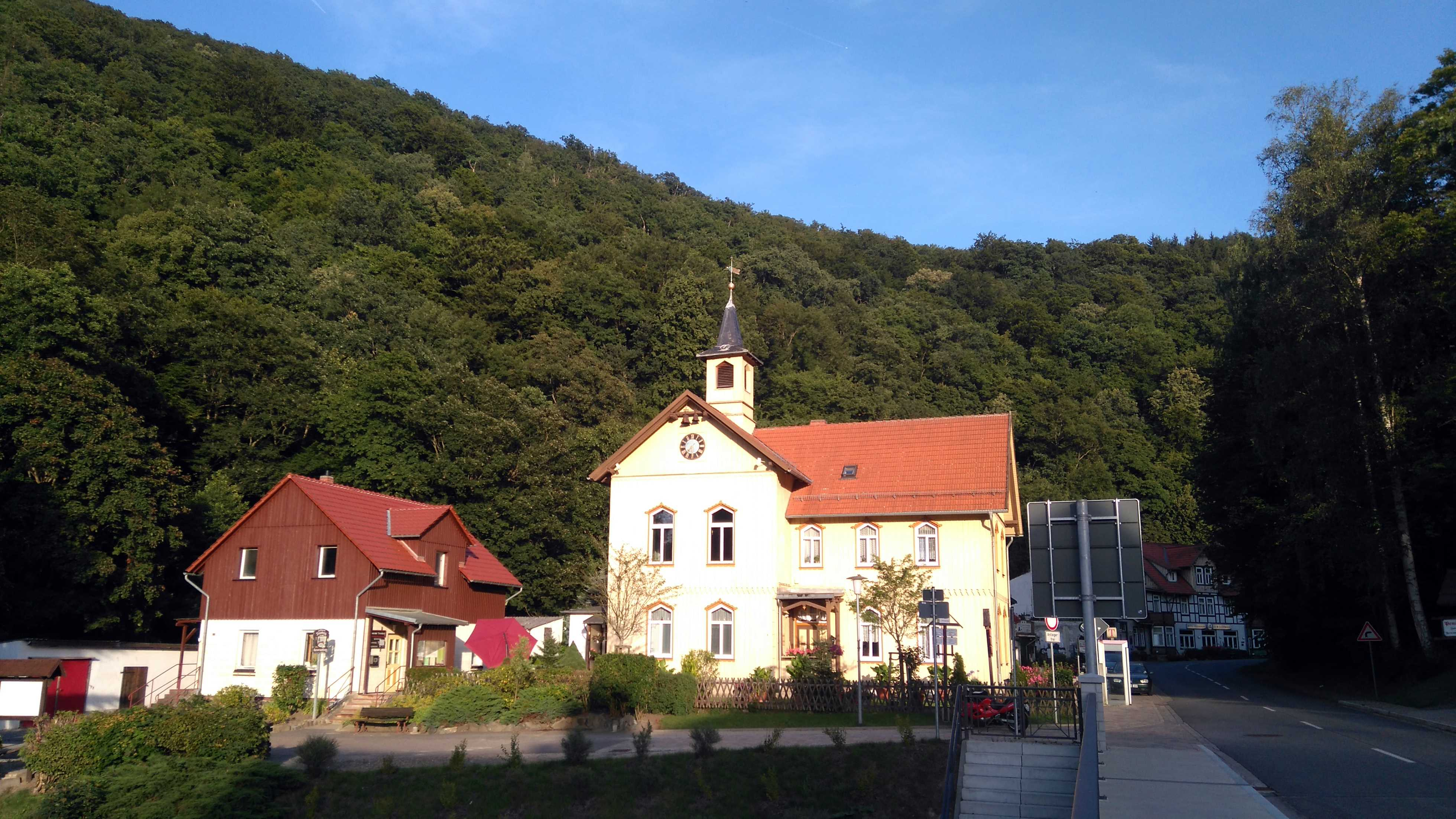
Kurverwaltung, Kirche und Hauptstraße
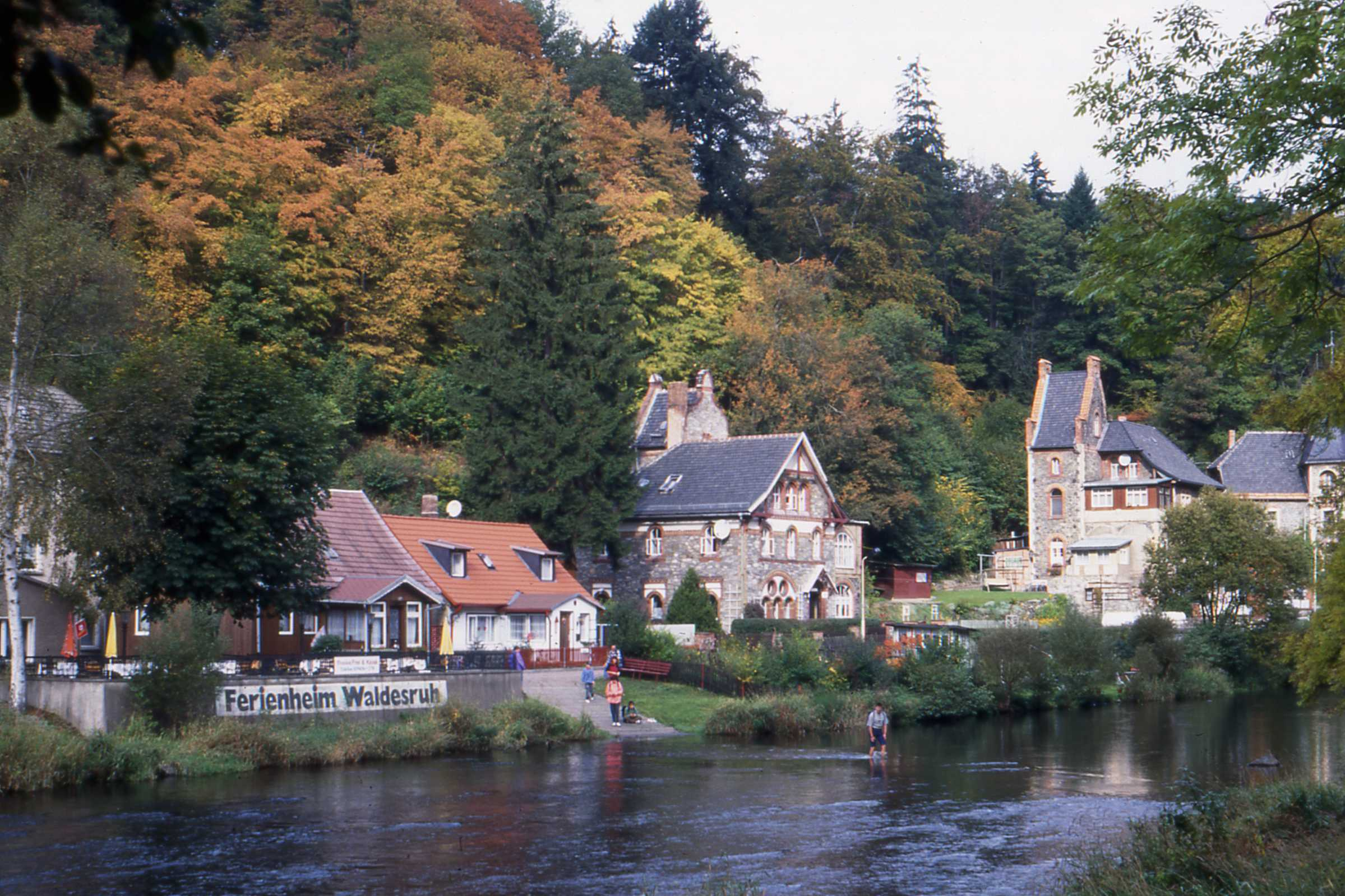
Blick auf den Ortsteil Halde an der Bode, 1995
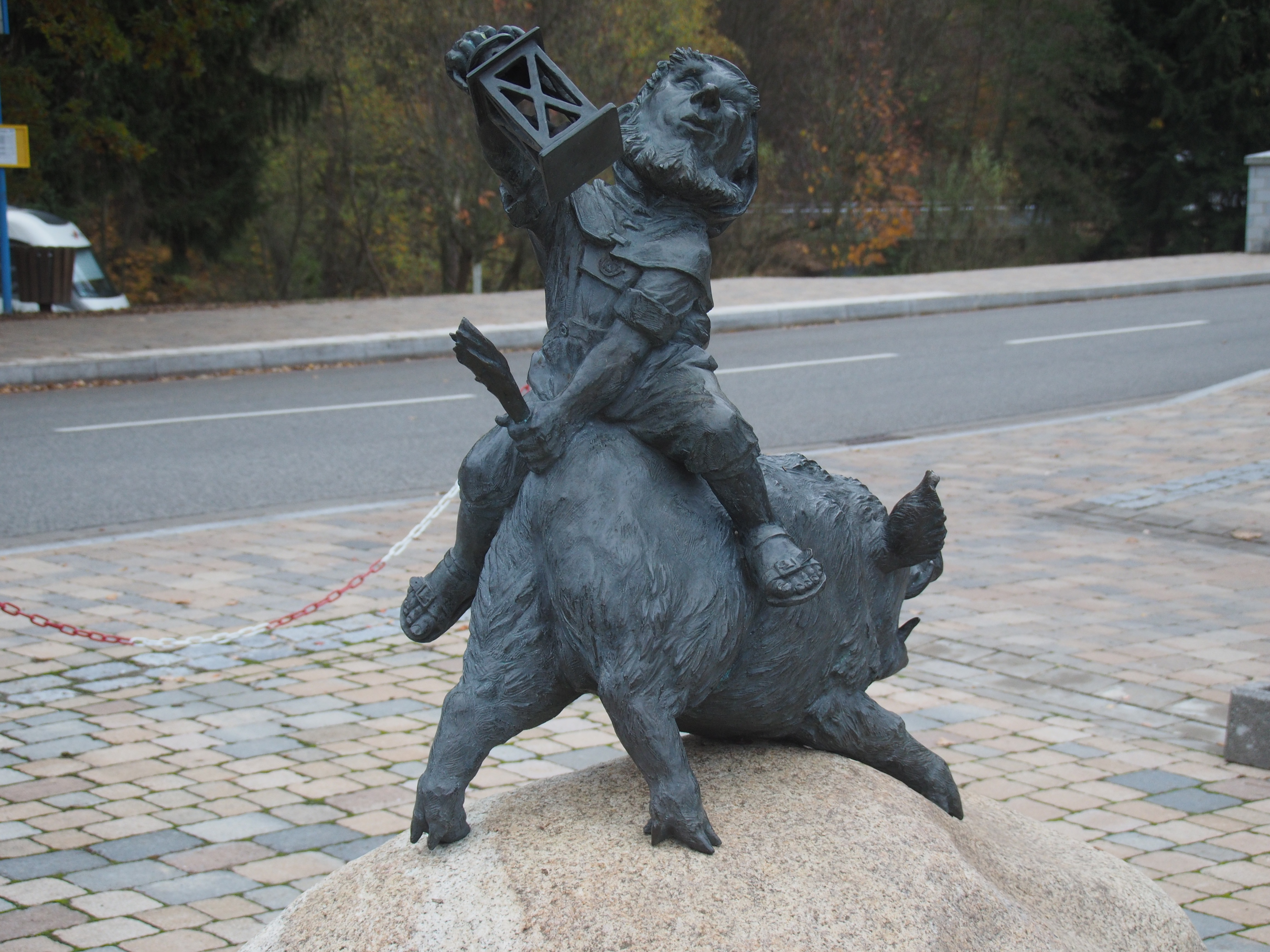
Erinnerung an die alte Bergbautradition: „Ein Licht stets hochhaltend, auch in bewegten Zeiten“